# ريڤلون
ريڤلون (بالإنجليزية: Revlon)‏ هي شركة أمريكية متعددة الجنسيات لمستحضرات التجميل والعناية بالبشرة والعطور والعناية الشخصية. يقع المقر الرئيسي لشركة ريڤلون في مدينة نيويورك، حيث تأسست في 1 مارس 1932، وهي مُدرجة في بورصة نيويورك. تُباع منتجات شركة ريڤلون في 150 دولة، ولها العديد من الأسواق العالمية، متضمنةً مكسيكو سيتي ولندن وباريس وهونج كونج وسيدني وسنغافورة وطوكيو.

## تاريخ الشركة

### تشارلز ريفسون يُؤسس الشركة ويُديرها (1975-1932)
تأسست شركة ريڤلون في مدينة نيويورك في الأول من مارس عام 1932 في خضم فترة الكساد الكبير، على يد الأخوين اليهود الأمريكيين تشارلز ريفسون وجوزيف ريفسون مع الكيميائي تشارلز لاكمان، الذي ساهم بحرف «L» في اسم ريڤلون. بدؤوا بمنتج واحد، وهو نوع جديد من طلاء الأظافر، إذ جمع المؤسسون الثلاثة موادهم وطوروا عملية تصنيع فريدة، باستخدام الخضاب بدلًا من الأصباغ، طورت الشركة مجموعة متنوعة من درجات الألوان الجديدة لطلاء الأظافر. في عام 1937، بدأت الشركة ببيع المُلمعات في المتاجر والصيدليات. في غضون ست سنوات، أصبحت الشركة تُقدّر بملايين الدولارات. بحلول عام 1940، قَدّمت الشركة خط مانيكير كامل، وأضافت أحمر الشفاه إلى المجموعة. خلال الحرب العالمية الثانية، ابتكرت الشركة مستحضرات التجميل والمنتجات ذات الصلة لجيش الولايات المتحدة، التي كُرمت عام 1944 بمنحها جائزة التميز بين الجيش والبحرية «E».
بحلول نهاية الحرب العالمية الثانية، كانت شركة ريڤلون المُنتِج الثاني لمستحضرات التجميل في الولايات المتحدة. لتوسيع قدراتها، اشترت الشركة شركة جريف أند شميت، مصنع أدوات المائدة الذي استحوذت عليه الحكومة في عام 1943؛ بسبب العلاقات التجارية الألمانية. أتاح هذا الاستحواذ لشركة ريڤلون إنتاج أدوات مانيكير وباديكير خاصة بها، بدلًا من شرائها من مصادر خارجية.

### سوق الأوراق المالية
في 28 فبراير 1996،  أدرِجت شركة ريڤلون في بورصة نيويورك بوصفها شركة عامة. كان سعر الاكتتاب 24 دولارًا للسهم. 

### الانقسامات
في الستينيات، قَسّم ريفسون الشركة إلى أقسام مختلفة، كلٌ منها يركز على سوق مختلف. اقترض ريفسون هذهِ الاستراتيجية من جنرال موتورز. كان لكل قسم عميل مُستهدف خاص به:
•العلامة التجارية الأكبر والأكثر شُهرة، ريڤلون.
• إليزابيث أردن، مستحضرات التجميل والعناية بالبشرة والعطور.
•ألتيما الثانية، الممتازة.
عطر بريتني سبيرز.

### عمليات الاستحواذ
في عام 1957، استحوذت شركة ريڤلون على شركة نومارك، وهي شركة لتلميع الأحذية، وباعت شركة تلميع الأحذية أكواير شو بوليش في عام 1969. مقتنيات الشركة الأخرى، مثل تي-دي-بول، التي تصنع منظفات المراحيض، وباعت الشركة 27% من حصتها من شركة تصنيع ماكينات الحلاقة الكهربائية شيك. كما باعت الشركة شركة إيفان بيكون، وهي شركة تصنيع ملابس رياضية نسائية بسعر 12 مليون دولار في عام 1962، إلى أحد الشركاء الأصليين بعد أربع سنوات مقابل مليون دولار. ومع ذلك، فإن الاستحواذ على شركة الفيتامينات والصناعات الدوائية الأمريكية عام 1967 جعل ريڤلون رائدة في عقاقير مرض السكري.
بدأت الشركة بتسويق منتجاتها في الخارج في نهاية الخمسينيات. بحلول عام 1962 عندما ظهرت ريڤلون للمرة الأولى في اليابان، كانت هنالك شركات تابعة في فرنسا وإيطاليا والأرجنتين والمكسيك وآسيا. كان دخول شركة ريڤلون إلى السوق اليابانية نموذجًا لاستراتيجية المبيعات الدولية. بدلًا من تكييف إعلاناتها واستخدام النماذج اليابانية، اختارت الشركة استخدام إعلاناتها ونماذجها الأساسية في الولايات المتحدة. أحبت النساء اليابانيات المظهر الأمريكي، وبلغت مبيعات عام 1962 نحو 164 مليون دولار.
في عام 1968، قَدّمت شركة ريڤلون كريم إيترنل27، وهو أول كريم تجميلي يحتوي على مادة إستروجين تُسمى بروجينيتين «أسيتات البريغينولون»، إضافةً إلى تقديم أول عطر أمريكي لمُصمم أزياء في العالم، نورمان نوريل. في وقت لاحق، أطلت الشركة براجي أند بوب للرجال، ومجموعة من منتجات صيانة الشعر المُستعار تُسمى ويج وندر.
في عام 1970، استحوذت شركة ريڤلون على خط ميتجوم لمزيلات العرق. في عام 1971، طرحت الشركة شامبو وبلسم فليكس.